# Tim Gullikson
Timothy Ernest Gullikson (La Crosse, 8 settembre 1951 – Boca Raton, 3 maggio 1996) è stato un tennista statunitense.

## Carriera
Ha formato per anni un forte team di doppio con il fratello gemello Tom, insieme hanno vinto dieci titoli e raggiunto la finale a Wimbledon 1983, persa contro l'altro team americano formato da Peter Fleming e John McEnroe. Ha vinto altri cinque titoli nel doppio con partner diversi per un totale di quindici a cui ne vanno aggiunti quattro vinti nel singolare.
Ha raggiunto un'altra finale dello Slam nel doppio misto, agli Australian Open 1988 insieme a Martina Navrátilová ma ne è uscito nuovamente sconfitto.
Dopo il ritiro ha iniziato una carriera da coach seguendo tra gli altri il connazionale Pete Sampras a partire dal 1992. Durante gli Australian Open 1995 ha avuto un collasso mentre stava seguendo una sessione di allenamento con Sampras, a seguito di alcune analisi approfondite gli è stato riscontrato un tumore inoperabile al cervello.. Sampras ha alla fine perso gli Australian Open in finale contro il rivale Andre Agassi e ha dedicato il trofeo ed i successivi titoli conquistati al suo great good friend. È morto il 3 maggio 1996 all'età di quarantacinque anni.

## Statistiche

### Singolare

#### Vittorie (4)
| Legenda                                                       |
| Grande Slam (0)                                               |
| Tennis Masters Cup / ATP World Tour Finals (0)                |
| Masters Series / ATP World Tour Master 1000 (0)               |
| ATP International Series Gold / ATP World Tour 500 Series (0) |
| ATP International Series / ATP World Tour 250 Series (4)      |

| Numero | Data             | Torneo                                     | Superficie | Avversario in finale | Punteggio               |
| 1.     | 10 luglio 1977   | Hall of Fame Tennis Championships, Newport | Erba       | Hank Pfister         | 6-4, 6-4, 5-7, 6-2      |
| 2.     | 27 novembre 1977 | ATP Taipei, Taipei                         | Sintetico  | Ismail El Shafei     | 6-7, 7-5, 7-6, 6-4      |
| 3.     | 11 dicembre 1977 | South Australian Open, Adelaide            | Erba       | Chris Lewis          | 3-6, 6-4, 3-6, 6-2, 6-4 |
| 4.     | 10 dicembre 1978 | South African Open, Johannesburg           | Cemento    | Harold Solomon       | 2-6, 7-6, 7-6, 6-7, 6-4 |

### Doppio

#### Vittorie (15)
| Numero | Data            | Torneo                                     | Superficie  | Compagno       | Avversari in finale            | Punteggio     |
| 1.     | 16 luglio 1978  | Hall of Fame Tennis Championships, Newport | Erba        | Tom Gullikson  | Colin Dibley Bob Giltinan      | 6-4, 6-4      |
| 2.     | 20 agosto 1978  | Stowe Open, Stowe                          | Cemento     | Tom Gullikson  | Mark Edmondson Kim Warwick     | 3-6, 7-6, 6-3 |
| 3.     | 8 ottobre 1978  | Hawaiian Open, Maui                        | Sintetico   | Tom Gullikson  | Peter Fleming John McEnroe     | 7–6, 7–6      |
| 4.     | 17 giugno 1979  | Queen's Club Championships, Londra         | Erba        | Tom Gullikson  | Marty Riessen Sherwood Stewart | 6-4, 6-4      |
| 5.     | 24 giugno 1979  | Surrey Grass Court Championships, Surbiton | Erba        | Tom Gullikson  | Pat Du Pré Marty Riessen       | 6–3, 6–7, 8–6 |
| 6.     | 20 gennaio 1980 | Baltimore WCT, Baltimora                   | Sintetico   | Marty Riessen  | Brian Gottfried Frew McMillan  | 2–6, 6–3, 6–4 |
| 7.     | 8 febbraio 1981 | Richmond WCT, Richmond                     | Sintetico   | Bernard Mitton | Brian Gottfried Raúl Ramírez   | 3–6, 6–2, 6–3 |
| 8.     | 2 maggio 1982   | Tampa Open, Tampa                          | Sintetico   | Tom Gullikson  | Brian Gottfried Hank Pfister   | 6-2, 6-3      |
| 9.     | 19 giugno 1982  | Bristol Open, Bristol                      | Erba        | Tom Gullikson  | Mark Edmondson Kim Warwick     | 6-4, 7-6      |
| 10.    | 9 agosto 1982   | Columbus Open, Columbus                    | Cemento     | Bernard Mitton | Victor Amaya Hank Pfister      | 4-6, 6-1, 6-4 |
| 11.    | 31 ottobre 1982 | Tokyo Indoor, Tokyo                        | Sintetico   | Tom Gullikson  | John McEnroe Peter Rennert     | 6-4, 3-6, 7-6 |
| 12.    | 31 gennaio 1983 | Guarujá Open, Guarujá                      | Terra rossa | Tomáš Šmíd     | Shlomo Glickstein Van Winitsky | 6–4, 6–7, 6–4 |
| 13.    | 21 agosto 1983  | Cincinnati Open, Cincinnati                | Cemento     | Victor Amaya   | Carlos Kirmayr Cássio Motta    | 6-4, 6-3      |
| 14.    | 21 marzo 1984   | Brussels Indoor, Bruxelles                 | Sintetico   | Tom Gullikson  | Kevin Curren Steve Denton      | 6-4, 6-7, 7-6 |
| 15.    | 20 ottobre 1985 | Swiss Indoors, Basilea                     | Cemento     | Tom Gullikson  | Mark Dickson Tim Wilkison      | 4-6, 6-4, 6-4 |